# Šmatlavé uhlisko
Šmatlavé uhlisko je přírodní rezervace v katastrálním území města Skalica v okrese Skalica v Trnavském kraji na Slovensku. Území bylo vyhlášeno v roce 1996 a jeho rozloha je 8,44 hektaru. Předmětem ochrany jsou zachovalá lesní společenstva Bílých Karpat nejnižšího vegetačního stupně s vyvinutým bylinným patrem, početnými populacemi vstavačovitých rostlin a četnými druhy teplomilného hmyzu.